# 玛丽·德拉特
玛丽·德拉特（法語：Marie Delattre，1981年3月4日—），法国女子皮划艇运动员。她曾代表法国参加2004年、2008年和2012年夏季奥林匹克运动会皮划艇比赛，获得一枚铜牌。